# شهرستان پریمورسکو
شهرستان پریمورسکو (به بلغاری: Primorsko Municipality) یک شهرستان در بلغارستان است که در استان بورگاس واقع شده‌است. شهرستان پریمورسکو ۳۵۰٫۰۸ کیلومتر مربع مساحت و ۷٬۵۲۶ نفر جمعیت دارد.